# Hothers Plads
Hothers Plads er en plads/gade på Ydre Nørrebro i Mimersgadekvarteret. Reelt er Hothers Plads en hesteskoformet beboelseskarré, men det er også navnet på den gade hvorved den ligger, og gaden løber mellem Midgårdsgade og Borgmestervangen.
Gaden er opkaldt efter guden Balders bror, kaldet Hother eller Hød, der, uden at have ønsket det, blev anledning til sin brors død. Flere af områdets smågader, bl.a. Borgmestervangen, Hothers Plads og Midgårdsgade, blev navngivet i 1926.
Pladsen har altid været præget af at være udelukkende beboelse, i 1930-40’erne boede der fx kartoffelhandlere, fliseopsættere, kokke og frisører. I 1930 boede en forhenværende oversergeant Kloppenborg-Nim i nr. 23, 4. sal. I dag ligger der bl.a. ældreboliger på Hothers Plads. 
Hothers Plads af domineret af en karré og afslutningen af Mjølnerparken. Her er også en af to adgangsveje til Mjølnerparken. Hothers plads har en udposning, der egentlig er den reelle plads. Her er en lille park med træer, buske, blomsterbede, borde og bænke. Alt sammen i en lav indhegning og meget fredeligt.
Alle bygningerne omkring Hothers Plads er tildelt høj bevaringsværdi.